# Бофорс 40 mm Л/70
Бофорс 40mm је против-авионски топ, конструисан 1932. у Шведској. Намењен је за одбрану копнених јединица, аеродрома, бродова, командних центара, важних објеката и инсталација од дејства софистицираних ниско летећих циљева. Ефикасан је и за уништавања циљева на земљи и води. Током Другог светског рата постао је изузетно цењен а након завршетка рата модернизован и распрострањен у многим против-авионским системима земаља света. Због свог великог калибра и брзине ватре коришћен је и као против-оклопно оруђе у раним фазама рата. Постао је једно од артиљеријских оруђа са најдужим временом коришћења у армијама.